# Paracrossotus multifasciculatus
Paracrossotus multifasciculatus là một loài bọ cánh cứng trong họ Cerambycidae.